# Alfonso Arau
Alfonso Arau   (Ciutat de Mèxic, 11 de gener de 1932) és un actor, director de cinema, guionista, productor de cinema i televisió mexicà.

## Biografia
A la mort del seu pare, va viure amb el seu oncle José Manuel Incháustegui, que va pagar els seus estudis a la Facultat de Medicina de la Universitat Nacional Autònoma de Mèxic (UNAM), els va abandonar per integrar-se a l'esquadró de motociclisme de la policia de la Ciutat de Mèxic. Per aquesta raó, es va relacionar amb el medi artístic, en ser assignat xofer del comediant Sergio Corona, amb qui va iniciar la seva carrera com a còmic i ballarí, formant el Duo Corona-Arau, La mancuerna va actuar de 1950 a 1958 amb èxit, realitzant diverses gires per Mèxic i alguns països, presentant el seu espectacle, que incloïa una rutina humorística, de pantomima i de ball. L'estil de ballar tap i altres ritmes els va col·locar al mateix escenari que Dámaso Pérez Prado.
Ha dirigit pel·lícules d'èxit com Como agua para chocolate (del llibre homònim de la seva exdona Laura Esquivel) o A Walk in the Clouds amb Keanu Reeves, Aitana Sánchez-Gijón i Anthony Quinn
Inicia la seva carrera com a còmic i ballarí, al costat de Sergio Corona, formant el duet Corona i Arau.
L'any 1965, intervé com a actor a la pel·lícula: En este pueblo no hay ladrones, dirigida per Alberto Isaac i on apareixen com a actor secundari, el director Luis Buñuel i com a extres, el premi Nobel de Literatura Gabriel García Márquez, l'escriptor Carlos Monsiváis i els actors Julián Pastor, Rocío Sagáon entre d'altres i tracta sobre un robatori de tres boles de billar i és considerada pels coneixedors, com una clàssica.
Dos anys després, el 1967, intervé a Pedro Páramo, en el seu paper de "El Saltaperico" o "Provocador de Sueños", cinta on també actuen John Gavin, Ignacio López Tarso, Narciso Busquets, Pilar Pellicer i que va ser dirigida per Carlos Velo. Va realitzar el doblatge de la serp Kaa en el Llibre de la selva.
El 1971 va actuar, coescriure i dirigir El Águila Descalza, que és la història d'un heroi urbà, per a qui les tatxes són el mateix que la kryptonita per Superman; Arau fa de protagonista, al costat de la bella primera actriu Ofelia Medina, i d'actors com José Gálvez, Roberto Cobo "Calambres", Héctor Ortega, Pancho Córdova…
El 1973 va actuar i dirigir Calzoncín inspector, del còmic Los supermachos, de Rius. La pel·lícula és una crítica al  PRI i els seus cacics. És notable l'actuació de l'actor Pancho Córdova interpretant al cacic del poble: Don Perpetuo del Rosal, en clara al·lusió a un famós polític mexicà. Hi ha dues versions de la pel·lícula, la més curta amb escenes eliminades, la més notable on un policia dispara a un granger a l'esquena.
El 1974 va actuar, a  Tívoli, dirigida per Alberto Isaac, narra la història de la clausura i demolició del Teatre Tívoli de Ciutat de Mèxic l'any 1963 per ampliar cap al Nord el Passeig de la Reforma d'aquesta capital. Arau en el paper del "Tiliches", treballa al costat de grans actors com Ernesto Gómez Cruz, Pancho Córdova, Héctor Ortega, el compositor Dámaso Pérez Prado, Carmen Salinas, entre d'altres, destacant aquesta pel·lícula pel nombre considerable d'actors notables que va aconseguir reunir, molts d'ells ja desapareguts.
El 1979 va actuar i dirigir Mojado Power, al costat de Blanca Guerra i Socorro Bonilla, que narra la història d'un immigrant que decideix crear a Los Angeles, Califòrnia, una organització en defensa dels drets dels immigrants mexicans als Estats Units.
El 2000, va dirigir Woody Allen a la pel·lícula Picking up the pieces. És de destacar que aquest film és el primer en què l'actor i director Woody Allen és dirigit per algú que no sigui ell mateix, així com la primera vegada que va filmar fora de NYC.
El 2004, va estrenar la pel·lícula Zapata, el somni d'un heroi, protagonitzada per Alejandro Fernández. Aquest film va rebre mals comentaris de la crítica cinematogràfica i no va ser un èxit a taquilles, malgrat la producció milionària invertida. Ha rebut diversos premis, entre ells el premi Luminaria en el Festival de Cine de Santa Fe el desembre de 2004.
El 2002, va fer per la televisió un remake del film de 1942 The Magnificent Ambersons d'Orson Welles.
El febrer de 2017, Debra Messing va al·legar que Arau la va menystenir pel seu aspecte i cos a la seva primera pel·lícula "A Walk in the Clouds". Arau va negar més tard l'acusació.
És el pare de Sergio Arau.

## Filmografia

### Com a actor

#### Cinema
- 1954: Miradas que matan de Fernando Cortés
- 1954: El Casto Susano de Joaquín Pardavé
- 1956: Caras nuevas de Mauricio de la Serna
- 1957: Las locuras del rock 'n roll de Fernando Méndez
- 1957: Cien muchachas de Jaime Salvador
- 1958: Viaje a la luna de Fernando Cortés
- 1958: Música en la noche de Tito Davison
- 1960: Los pistolocos de Miguel M. Delgado
- 1962: ...und Deine Liebe auch de Frank Vogel
- 1965: En este pueblo no hay ladrones d'Alberto Isaac
- 1966: El lobo estepario de Cristobal Ignacio Merino
- 1967: Pedro Páramo de Carlos Velo
- 1968: Operación carambola d'Alfredo Zacarias
- 1969: Grup salvatge de Sam Peckinpah
- 1969: El aviso inoportuno de Rafael Baledón
- 1970: Tres amigos de Gilberto Gazcón
- 1970: Jóvenes de la Zona Rosa d'Alfredo Zacarias
- 1970: La vida inútil de Pito Pérez de Roberto Gavaldón
- 1970: Paraíso  de Luis Alcoriza
- 1970: El topo d'Alejandro Jodorowsky
- 1971: El jardín de tía Isabel de Felipe Cazals
- 1971: Scandalous John de Robert Butler
- 1971: El Águila descalza, d'ell mateix
- 1972: Run, Cougar, Run de Jerome Courtland
- 1972: El rincón de las vírgenes d'Alberto Isaac
- 1974: Calzonzin Inspector, d'ell mateix
- 1975: Els justiciers de l'Oest (Posse) de Kirk Douglas
- 1975: Tívoli d'Alberto Isaac
- 1979: Mojado Power, d'ell mateix
- 1980: Used Cars de Robert Zemeckis
- 1982: El día que murió Pedro Infante de Claudio Isaac
- 1984: Darrere el cor verd de Robert Zemeckis
- 1986: Redondo de Raúl Busteros
- 1986: Els Tres Amigos (Three Amigos!) de John Landis
- 1987: Walker d'Alex Cox
- 1991: Camino largo a Tijuana de Luis Estrada
- 1992: Polvora en la piel
- 2000: Committed de Lisa Krueger
- 2000: Trossets picants (Picking Up the Pieces), d'ell mateix
- 2007: The Dead One de Brian Cox
- 2008: Butterflies & Lightning de Katherine Griffin

#### Televisió
- 1972: Police des plaines
- 1972: Bonanza
- 1973: Disneyland
- 1987: Deux flics à Miami
- 1988: Stones for Ibarra de Jack Gold
- 1988: 227
- 1988: Where the Hell's That Gold?!!? de Burt Kennedy

### Com a director
- 1971: El Águila descalza
- 1974: Calzonzin Inspector
- 1976: Caribe, estrella y aguila
- 1979: Mojado Power
- 1985: Tacos de oro
- 1992: Como agua para chocolate
- 1992: A Walk in the Clouds
- 2000: Trossets picants (Picking Up the Pieces)
- 2002: The Magnificent Ambersons (telefilm)
- 2003: A Painted House (telefilm)
- 2004: Zapata - El sueño del héroe
- 2007: L'imbroglio nel lenzuolo
- 2008: Dare to Love Me

### Com a guionista
- 1956: Caras nuevas de Mauricio de la Serna
- 1971: El Águila descalza, d'ell mateix
- 1974: Calzonzin Inspector, d'ell mateix
- 1975: Tívoli d'Alberto Isaac
- 1979: Mojado Power, d'ell mateix
- 1985: Tacos de oro, d'ell mateix
- 2004: Zapata - El sueño del héroe, d'ell mateix

### Com a productor
- 1979: Mojado Power, d'ell mateix
- 1981: La virgen robada de Sergio Arau
- 1992: Como agua para chocolate, d'ell mateix
- 2000: Morceaux choisis, d'ell mateix
- 2004: Zapata - El sueño del héroe, d'ell mateix
- 2008: Dare to Love Me, d'ell mateix